# Boreostereum
Boreostereum — рід грибів родини Gloeophyllaceae. Назва вперше опублікована 1968 року.

## Класифікація
До роду Boreostereum відносять 4 види:
- Boreostereum borbonicum
- Boreostereum radiatum
- Boreostereum sulphuratum
- Boreostereum vibrans